# Larven (litterär figur)
Larven, engelska: The Caterpillar, är en litterär figur i Lewis Carrolls bok Alice i Underlandet från 1865. Larven, som är blå och röker vattenpipa, omnämns först i slutet på kapitel fyra och är sedan en central figur i kapitel fem.
Alice blir först irriterad på Larven som hon tycker har en kort och otrevlig ton och vänder om för att gå därifrån. Larven ropar dock på Alice att komma tillbaka och ber henne sedan recitera texten You are old, Father William. Därefter påpekar Alice att hon inte är helt nöjd med att vara sju och en halv centimeter lång vilket gör Larven stött då det är hans exakta längd, som han dessutom är mycket nöjd med.
Innan Larven kryper iväg hinner han tipsa Alice om att den ena sidan av svampen han suttit på gör att hon växer sig större och den andra sidan att hon växer sig mindre.